# Deepika Narayan Bhardwaj
Deepika Narayan Bhardwaj es una periodista india, cineasta de documentales y activista masculinista. Bhardwaj saltó a la fama después de producir el documental Martyrs of Marriage , que cubría los abusos de la sección penal 498A (ley antidote) por parte de las novias y sus familias. También expuso una conspiración de presuntas víctimas en la controversia del video viral de las hermanas Rohtak al entrevistar a los testigos y recopilar pruebas. Ha producido y dirigido el documental India's Sons en 2021.

## Carrera Temprana
Bhardwaj dejó un trabajo en la industria de la tecnología de la información para dedicarse al cine.
Su primer documental, Gramin Dak Sevak, fue el ganador del premio de película estudiantil en Jeevika: Asia Livelihood Documentary Festival en 2009.ref>«International Men's Day: 'I'm a Man Who Faced Domestic Abuse'». The Quint (en inglés). 19 de noviembre de 2018. Archivado desde el original el 16 de julio de 2019. Consultado el 16 de julio de 2019.</ref>

## Activismo

### 498-A yMartyrs of Marriage
Bhardwaj alega haber sido víctima de un caso 498A falso, después de que ella y su prima fueran acusadas bajo las disposiciones cortesía de una denuncia policial presentada por su ex cuñada; el asunto se resolvió en un acuerdo extrajudicial que involucró una enorme suma de dinero. Esto la llevó a ponerse en contacto con Save Indian Family Foundation, y desde entonces ha colaborado a menudo con ellos para exigir una derogación total de la ley o una modificación a una versión neutral en cuanto al género. El episodio personal de Bhardwaj también sirvió como motivación para realizar un documental sobre el lugar. Martyrs of Marriage (2017) narra las historias en primera persona de varias víctimas que afirmaron haber sido víctimas de abusos de la 498A y entrevistó a políticos, jueces, etc. para conocer su opinión sobre el tema.

### Denuncias Falsas de agresión sexual
Bhardwaj hace campaña contra las falsas acusaciones de acoso sexual. Ella había apoyado el movimiento #Mentoo, una campaña que se inició en respuesta a acusaciones falsas sobre el movimiento #MeToo movement en India y escribió sobre cómo el movimiento Me Too convertía a los hombres en daños desechables o colaterales. En la polémica del vídeo viral de las hermanas Rohtak, ella entrevistó a varios testigos y publicó vídeos que acusaban a las acusadoras de mentir. En 2021, Bhardwaj jugó un papel proactivo al resolver el caso de una estudiante de Atma Ram College de B.A English llamada Ayushi Bhatia, que había presentado una serie de casos de agresión sexual y violación para extorsionar dinero.

### Comisión Nacional para Hombres
Bhardwaj hace campaña para el establecimiento de una Comisión Nacional para Hombres en la India que se ocupe de los problemas de los hombres, incluida la violencia doméstica y la agresión sexual.

### India's Sons
En 2021, produjo otro documental llamado "India's Sons", que se centró en la condición de los hombres de la India debido a los casos falsos de violación. Dijo que el documental "inspiró" a los hombres a contar su versión de la historia.

## Casos especiales manejados
a. Deepika rescató a un menor de Gurgaon que estaba siendo agredido y sometido a crueldad abyecta de todo tipo.
b. En un caso en el que una mujer contrató un taxi por más de 12 horas y luego se negó a pagar 2.000 rupias en Gurgaon, Bhardwaj afirmó que la mujer había acosado previamente a otros conductores haciendo lo mismo y amenazó con presentar denuncias por abuso sexual en su contra si se planteaba el asunto.